# Neomonoceratina porocostata
Neomonoceratina porocostata is een mosselkreeftjessoort uit de familie van de Schizocytheridae. De wetenschappelijke naam van de soort is voor het eerst geldig gepubliceerd in 1989 door Howe & McKenzie.